# Hesperis robusta
Hesperis robusta là một loài thực vật có hoa trong họ Cải. Loài này được Tzvelev mô tả khoa học đầu tiên.